# Institut royal d'architecture du Canada
Fondé en 1907, l'Institut royal d'architecture du Canada (IRAC) est une association nationale à adhésion volontaire. Son premier président fut Alexander Francis Dunlop de Montréal.
Il représente plus de 3 200 architectes provenant de toutes les régions du pays, ainsi que des professeurs et des diplômés des écoles d'architecture accréditées du Canada.
L'IRAC remet les prix d'excellence de l'IRAC annuellement ainsi que les Médailles du Gouverneur général en architecture.